# リッキー・イリロンガ
リケゾ・マクユ "リッキー" イリロンガ（Rikezo Makuyu "Rikki" Ililonga) (1949年2月9日）はザンビア出身のミュージシャン。

## 概要
リッキー・イリロンガは、 ザムロックの創始者と見なされる。リッキーは1949年、ザンビア北西部ザンベジで長男として生まれた。彼はすぐにアフリカのマスタードラマーの音楽に触れた。リッキーの最初の楽器は4弦バンジョー（アフリカの物は「バーンジョー」と発音する）で、購入したものではなく、自作の楽器であった。その後すぐに、彼は購入したギターを手に入れた。当時、彼は旅行中の民俗グループの民族音楽に大きな影響を受けていた。その中に居た女性のギター演奏スタイルは、リッキーにとって画期的なものであった。
ザンビアが1964年に独立した後、長い間植民地時代の影響が支配的であったが、先住民族のルーツはザンビアの音楽にゆっくりと影響を与えた。
1970/1973年にザンビアを訪れ、ツアーを行ったジェームス・ブラウンとデューク・エリントンの影響を受けて、リッキーは音楽的に成長した。
1973年から1976年にかけて、リッキー・イリロンガは新しいサウンドを開発した。彼は、ジミ・ヘンドリックスやジェームス・ブラウン、ブラック・サバス、ローリング・ストーンズ、ディープ・パープル、クリームなどのバンドのヘヴィでリフベースの曲に影響を受けた。このように、リッキー・イリロンガは豊富な音楽的素養と、伝統的なアフリカのリズムと組み合わせて、新しい種類のサウンドフュージョンを作成した。1990年代に世界のコレクター・コミュニティによって発見された、彼のダークでヘヴィなアフリカン・ロック・ミュージックは、後に「ザムロック（Zamrock)」と呼ばれる様になった。リッキーはザムロックの創始者と考えられているが、ザムロックのもう1つの著名な代表者であるグループ「WITCH」とそのリード シンガーのエマニェオ "ジャガリ" チャンダがよく知られるようになった。ジャガリは、ミック・ジャガーの名前のジャガーの「現地語」である。
リッキー・イリロンガと彼のバンド、ムシ-オ-トゥニャは、ザンビアのバンドによる最初のアルバムをリリースした。ムシ-オ-トゥニャによるアルバム『Wings of Africa』は1974年に作成されたが、1975年にケニアでリリースされ、ナイロビで録音された。レコードの中心となる曲は、モンバサでリッキー・イリロンガと出会い、南アフリカでレイプされた2人のニュージーランド人女性の物語に基づいた曲「ダーク・サンライズ」である。
バンドを脱退した後、リッキーは短いソロ活動に乗り出した。彼はENIアフリカとレコード契約を結んだ。彼のデビュー・レコーディングは「ツリー・ユニティ」というタイトルの曲で、テレビやラジオでヒットしたが、レコードでリリースされることは無かった。
1980年代初頭、リッキーはザンビアを離れ、デンマークで家族を持ち、そこでミュージシャンとしても働いた。この時期、1980年代初頭から終盤にかけて、ザンビアの音楽シーンはエイズによってほぼ完全に消滅した。ジャンルの創始者であるリッキー・イリロンガは、当時すでにデンマークに居た箏によってHIV禍を回避し、この時代を生き延び、今日でもザンビアで尊敬され存在している。
2012年後半、リッキー・イリロンガはWITCHのフロントマンであるエマニェオ・"ジャガリ"・チャンダと組んで、フランスのレンヌで開催されたトランス・ミュージカル・フェスティバルでコンサートを行った。

## ディスコグラフィー

### Musi-O-Tunya
- Wings of Africa - MOT レコード、1975
- Give Love To Your Children - MOT Records、1975

### リッキー・イリロンガ
- Zambia, Zambia Music Parlour - 1975年（2012年に米国でリリース、Now-Again Records）
- Sunshine Love - Sepiso Records、1976年（2012年に米国でリリース、Now-Again Records）
- Soweto - セイソ レコード、1977 年
- Dread Eyes - セイソ・レコード、1978年
- Same Name Music - Sepiso Records、1980
- Shanty Town Boy - セイソ・レコード、1981年
- Frank Talk - Fax (Z) Ltd. [4]

### コンピレーション
- Rikki Ililonga & Musi-O-Tunya、Dark Sunrise、レーベル: NowAgain Records、18. 2010 年 11 月 (Musi-O-Tunya の 3 枚のアルバムと他の曲からなる 2 枚の CD セット)
- Welcome to Zamrock! Vol. 1: How Zambia’s Liberation Led to a Rock Revolution (1972–1977), NowAgain Records, 9. 2017年9月
- Welcome to Zamrock! Vol. 2: How Zambia’s Liberation Led to a Rock Revolution (1972–1977), NowAgain Records, 23. 2017年6月